# Журавлевский (Самарская область)
Журавлевский — посёлок в Сызранском районе Самарской области в составе сельского поселения Новозаборовский.

## География
Находится у железнодорожной линии Пенза-Сызрань на расстоянии примерно 11 километров по прямой на запад от северо-западной границы города Сызрань.

## Население
Постоянное население составляло 28 человек (русские 93 %) в 2002 году, 20 в 2010 году.